# 大水忠相
大水 忠相（おおみず ただすけ、2月14日 ‐ ）は、日本の男性声優。長崎県出身。

## 人物
以前はぷろだくしょんバオバブに所属していた。
現在はアミューズメントメディア総合学院の担任マネージャーを務めている。

## 出演
太字はメインキャラクター。

### テレビアニメ
1999年
- サイボーグクロちゃん（カメラマン）
- BLUE GENDER（孝史、遊牧民、警備隊員、科学スタッフ、アーク兵、兵士A）

2001年
- ちっちゃな雪使いシュガー（村の人々）
- HELLSING（陸軍兵士、部下A）

2002年
- Weiß kreuz Glühen
- キディ・グレイド（ボーイA）
- 東京ミュウミュウ（握手会の係員）
- 炎の蜃気楼（亡霊）

2003年
- GAD GUARD（警官）
- ガンパレード・マーチ 〜新たなる行軍歌〜（パイロット）
- クロノクルセイド（部下A、若い男B）
- 神魂合体ゴーダンナー!!（2003年 - 2004年、池山田、グッチー、乗客B） - 2シリーズ
- 真月譚 月姫（男子生徒）
- DEAR BOYS（清水）
- TEXHNOLYZE（ゴロー）
- 成恵の世界（通行人、男子生徒B）
- NARUTO -ナルト-（朧）
- 人間交差点（チーマーA）
- 無限戦記ポトリス（トルーパーD）

2004年
- 光と水のダフネ（パンク男C）

2005年
- ピーチガール（担任、体育教師、店員、患者C、バカ犬、男子生徒 他）

### 劇場アニメ
- パルムの樹（2002年、ゲリラ）
- KIDDY GRADE -IGNITION-（覚醒編）（2007年、男A）

### OVA
- 紺碧の艦隊（2001年、独・医者）
- ナースウィッチ小麦ちゃんマジカルて（2002年、客B）

### ゲーム
2002年
- キャッスルヴァニア 白夜の協奏曲（ジュスト・ベルモンド）
- My Merry May（渡良瀬恭平）

2004年
- 幻想水滸伝IV（トロイ）
- メタルウルフ（死馬斬、黒服）

2005年
- My Merry May with be（渡良瀬恭平）
- 義経英雄伝（源義経）
- 義経英雄伝修羅（源義経）

### ドラマCD
- PIANO〜第三楽章〜（青年）
- ナースウィッチ小麦ちゃんマジカルて（男性スタッフ）

### 吹き替え
- アイス・プリンセス
- アメリカン・ビューティー（リッキー・フィッツ）
- アレックス
- 永遠のマリアカラス（ジェイ・ローダン）
- エーミールと探偵たち
- 軍用列車（ジェボ）
- コニー&カーラ
- CSIマイアミ
- シナリオライターは君だ!（アレックス・アリエヴィ）
- シンデレラ BS11版
- セックス・アンド・ザ・シティ
- 24 -TWENTY FOUR- シーズン2
- ナイトビジョン
- ハイテク武装車バイパー（エバン）
- ブレイキング・ニュース
- プレシディオ殺人事件
- ボーイ・ミーツ・ワールド（ロン、上級生）
- ぼくの国、パパの国
- ヤング・スーパーマン（ホイトニー・フォードマン）
- UCアンダーカバー特殊捜査班

### CM
- ヨドバシカメラ（ナレーション）

### その他
- Biohazard 4D-Executer（ロバート）